# Kwas kargluminowy
Kwas kargluminowy (łac. acidum cargluminicum) – organiczny związek chemiczny, pochodna kwasu L-glutaminowego, stosowana w leczeniu hiperamonemii wywołanej niedoborem syntazy N-acetyloglutaminianowej.

## Mechanizm działania
Kwas kargluminowy budową chemiczną przypomina N-acetyloglutaminian. Jest to występujący w organizmie aktywator sytetazy karbamoilofosforanowej, która jest pierwszym enzymem cyklu mocznikowego. Kwas kargluminowy wykazuje mniejsze powinowactwo do syntetazy karbamoilofosforanowej niż N-acetyloglutaminian. Badania kliniczne wykazały jednak, że jest silniejszym aktywatorem tego enzymu i znacznie skuteczniej chroni przed zatruciem amoniakiem w przypadku hiperamonemii. Dzieje się tak dlatego, że kwas kargluminowy:
- znacznie lepiej przenika przez błonę mitochondrialną
- jest odporniejszy na hydrolizę, która zachodzi pod wpływem aminoacylazy cytozolu.

Kwas kargluminowy, w wyniku aktywacji syntetazy karbamoilofosforanowej, zmniejsza stężenie amoniaku we krwi poprzez zwiększenie syntezy mocznika. Zapobiega to powstawaniu nieodwracalnych zmian w narządach, przede wszystkim w mózgu.

## Farmakokinetyka
Lek słabo wchłania się z przewodu pokarmowego (30%), osiągając maksymalne stężenie we krwi po około 3 godzinach. Lek nie wiąże się z białkami osocza. Okres półtrwania kwasu kargluminowego jest dwufazowy i wynosi odpowiednio 12 i 28 godzin.
Lek metabolizowany jest w jelitach przy udziale tamtejszej flory bakteryjnej. Powstałe w ten sposób metabolity osiągają we krwi stężenie szczytowe po 36–48 godzinach. Ostatecznym metabolitem kwasu kargluminowego jest dwutlenek węgla, który wydalany jest przez płuca. Około 9% podanej dawki wydalane jest w postaci niezmienionej, głównie z kałem (60%).

## Wskazania
Leczenie hiperamonemii wywołanej niedoborem syntazy N-acetyloglutaminianowej. Lek obniża niebezpiecznie wysokie stężenie amoniaku we krwi w ciągu 24 godzin. Leczenie kwasem kargluminowym powinno rozpocząć się tak szybko, jak to tylko możliwe (nawet pierwszego dnia życia), zanim dojdzie do nieodwracalnych uszkodzeń mózgu spowodowanych toksycznym działaniem amoniaku.

## Przeciwwskazania
- nadwrażliwość na kwas kargluminowy lub jakikolwiek składnik preparatu,
- okres karmienia piersią.

## Ostrzeżenia specjalne
1. Leczenie powinno być prowadzone przez lekarza doświadczonego w leczeniu chorób metabolicznych.
2. Przed rozpoczęciem regularnego leczenia należy przeprowadzić próbę wrażliwości na kwas kargluminowy, w celu ustalenia dawki pozwalającej na utrzymywanie normalnego poziomu amoniaku we krwi.
3. Przez cały okres leczenia należy oznaczać stężenie amoniaku i aminokwasów we krwi.
4. W niektórych przypadkach konieczne jest zmniejszenie podaży białka oraz uzupełnianie niedoborów argininy.

## Interakcje
Wydaje się, że kwas kargluminowy nie wchodzi w interakcje z innymi lekami. Brak jednak specyficznych badań w tym zakresie.

## Działania niepożądane
Występują sporadycznie i nie wymagają przerywania leczenia. Zaobserwowano tylko zwiększenie potliwości oraz wzrost aktywności aminotransferaz.

## Przypadki przedawkowania
Odnotowano tylko jeden tego typu przypadek – u pacjenta otrzymującego kwas kargluminowy w ilości 750 mg/kg mc./dobę. Miał on charakter reakcji sympatykomimetycznej, objawiającej się: tachykardią, obfitym poceniem się, nadmiernym wydzielaniem śluzu w oskrzelach, podwyższoną ciepłotą ciała i niepokojem ruchowym. Objawy zatrucia ustąpiły po obniżeniu dawki.

## Preparaty
- Carbaglu – Orphan Europe – tabletki podzielne 200 mg do sporządzania zawiesiny doustnej.